# Lễ hội xòe chiêng
Lễ hội xòe chiêng là một lễ hội của đồng bào dân tộc Thái, là một trong những lễ hội ngày xuân về trên các bản làng.

## Thời gian
Dân tộc Thái ăn tết từ mồng 1 đến 15 tháng giêng âm lịch hàng năm. Trong vòng 15 ngày tết, họ tổ chức rất nhiều lễ hội để vui chơi, sinh hoạt mang tính cộng đồng, trong đó có lễ hội xòe chiêng. thường được tổ chức vào ngày 11 tháng giêng âm lịch.

## Tổ chức
Mọi người đốt một đống lửa to đủ để soi sáng mặt người. Các thiếu nữ mặc các bộ áo, váy cóm. Tiếng chiêng, tiếng trống thúc giục, các dân tộc khác cũng như du khách ghé thăm cũng được mời vào hội. Mở đầu, đội gái xòe các bản biểu diễn 36 điệu múa xòe cổ của dân tộc Thái như: Xòe hoa, xòe vòng, xòe nón, xòe quạt, xòe khăn … Cùng múa nón, múa khăn, múa quạt, múa sỏng...
Từng tốp người cùng nắm tay nhau vòng quanh đống lửa để cùng nhau nhảy theo điệu.

## Kết thúc
Lễ hội xòe kéo dài đến 2 – 3 giờ sáng, các chàng trai cô gái lại kéo nhau ra bờ suối tâm tình, kết duyên lành đầu xuân.